# Parlament Nowej Południowej Walii
Parlament Nowej Południowej Walii (Parliament of New South Wales) – najwyższy organ władzy ustawodawczej w australijskim stanie Nowa Południowa Walia. Jego korzenie sięgają roku 1824, kiedy to przy gubernatorze Nowej Południowej Walii (wówczas brytyjskiej kolonii) powstała doradzająca mu, pięcioosobowa rada ustawodawcza. W obecnej postaci parlament istnieje od uzyskania przez Nową Południową Walię Autonomii w 1856 roku. Począwszy od 1901, jest jednym z parlamentów stanowych Związku Australijskiego.

## Izby
Parlament składa się z dwóch izb: Rady Ustawodawczej (izba wyższa) oraz Zgromadzenia Ustawodawczego (izba niższa). Od 1978 obie są wyłanianie w wyborach bezpośrednich. Zgromadzenie liczy 93 członków wybieranych co cztery lata z zastosowaniem ordynacji preferencyjnej. Przywódca największej partii lub koalicji w tej izbie staje się automatycznie premierem Nowej Południowej Walii. Z kolei Rada liczy 42 członków wybieranych metodą proporcjonalną na osiem lat, przy czym co cztery lata odnawia się połowę jej składu.
Relację między izbami oparte są ma parlamencie brytyjskim. Kompetencje obu w procesie legislacyjnym są zbliżone, przy czym Rada nie rozpatruje z zasady większości ustaw o charakterze budżetowym. Izbą inicjującą nowe projekty jest zwykle Zgromadzenie. Ponadto to sytuacja w Zgromadzeniu decyduje o tym, która partia tworzy rząd.